# Cuadrilla Nueva, Quechultenango
Cuadrilla Nueva är en ort i Mexiko.   Den ligger i kommunen Quechultenango och delstaten Guerrero, i den södra delen av landet, 230 km söder om huvudstaden Mexico City. Cuadrilla Nueva ligger 1 319 meter över havet och antalet invånare är 111.
Terrängen runt Cuadrilla Nueva är huvudsakligen lite bergig. Cuadrilla Nueva ligger uppe på en höjd. Runt Cuadrilla Nueva är det ganska glesbefolkat, med 38 invånare per kvadratkilometer. Närmaste större samhälle är Quechultenango, 8,5 km nordväst om Cuadrilla Nueva. I omgivningarna runt Cuadrilla Nueva växer huvudsakligen savannskog.